# Мандзын, Виталий Игоревич
Виталий Игоревич Мандзын (укр. Віталій Ігорович Мандзин; род. 5 апреля 2003 года, Подгайцы) — украинский биатлонист, призёр этапа Кубка мира в эстафете, двукратный чемпион мира по летнему биатлону среди юниоров.

## Биография
Виталий Мандзын родился 5 апреля 2003 года в украинском городе Подгайцы Тернопольской области. В возрасте 5 лет он с семьёй переехал в Тернополь.
Первым спортом Виталия было айкидо, которым он занимался до 10 лет, но из-за отсутствия рейтинговых соревнований для его возрастной категории, Мандзын решил перейти в биатлон, которым в то время начинала заниматься его сестра.

### Спортивная карьера
Виталий Мандзын дебютировал на международном уровне в 2020 году на Зимних юношеских Олимпийских играх в Лозанне, где лучший результат показал в спринте, заняв 5-е место. После выступил на юниорском чемпионате мира в Ленцерхайде, где был 23-й в спринте, 17-й в гонке преследования и 24-й в индивидуальной гонке.
В сезоне 2021/2022 Мандзын получает свою первую медаль на международных стартах — бронзу в составе эстафеты на юниорском Кубке IBU в Валь-Мартелло.

На чемпионате мира по летнему биатлону 2022 среди юниоров в Рупольдинге становится бронзовым призёром в гонке преследования.
В сезоне 2022/2023 дебютирует на взрослом Кубке IBU на этапе в шведском Идре, где занял 25-е место в спринте. После этого состоялся дебют на Кубке мира на этапе в Хохфильцене, где Виталий стал 89-м в спринтерской гонке. На этапе юниорского Кубка IBU в Хаанье Мандзын становится серебряным призёром эстафетной гонки. На чемпионате Европы 2022 года среди юниоров в Мадоне берёт бронзу в смешанной эстафете.

На чемпионате мира по летнему биатлону 2023 в Брезно-Осрблье в юниорском зачёте выигрывает бронзу в спринте и серебро в гонке преследования.
В сезоне 2023/2024 Виталий Мандзын зарабатывает свои первые очки в Кубке мира, занимая 31-е место в спринте и 39-е в преследовании в Оберхофе. Cтановится серебряным призёром в масс-старте юниорского чемпионата Европы в польском Якушице. На юниорском чемпионате мира 2024 в составе эстафетной команды Украины берёт серебро. По результатам сезона юниорского Кубка IBU Мандзын становится обладателем малого хрустального глобуса в зачёте масс-стартов.

На чемпионате мира по летнему биатлону 2024 в Отепе среди юниоров выигрывает золотой дубль в спринте и гонке преследования.
Сезон 2024/2025 полностью проводит на Кубке мира. На этапе в Контиолахти попадает в свою первую цветочную церемонию, заняв 4-е место в короткой индивидуальной гонке. Этот результат позволил Виталию возглавить зачёт молодых биатлонистов в возрасте до 25 лет и выйти на следующий старт в синей майке, что ранее не удавалось украинским спортсменам. На этапе в Нове-Место Виталий зарабатывает свою первую медаль Кубка мира — бронзу в эстафете.

## Результаты

### Подиумы на Кубке мира и ЧМ
| №  | Сезон     | Место проведения | Гонка    | Место |
| -- | --------- | ---------------- | -------- | ----- |
| 1. | 2024/2025 | Нове-Место       | Эстафета | 3     |

### Чемпионаты мира
| Год  | Место проведения | Спринт | Гонка преследования | Индивидуальная гонка | Масс-старт | Эстафета | Смешанная эстафета | Сингл-микст |
| ---- | ---------------- | ------ | ------------------- | -------------------- | ---------- | -------- | ------------------ | ----------- |
| 2025 | Ленцерхайде      | 36     | 19                  | 17                   | 27         | 8        | —                  | —           |

### Кубок мира
Результаты сезонов на Кубке мира
| Сезон     | Заработанные очки | Общий зачёт | Индивидуальная гонка | Спринт | Гонка преследования | Масс-старт |
| --------- | ----------------- | ----------- | -------------------- | ------ | ------------------- | ---------- |
| 2023/2024 | 12                | 76          | —                    | 60     | 77                  | —          |
| 2024/2025 | 230               | 31          | 20                   | 26     | 39                  | 30         |

| 2024/2025 Итоги | 2024/2025 Итоги | Контиолахти | Контиолахти | Контиолахти | Контиолахти | Контиолахти | Контиолахти | Хохфильцен | Хохфильцен | Хохфильцен | Анси | Анси | Анси | Оберхоф | Оберхоф | Оберхоф | Оберхоф | Рупольдинг | Рупольдинг | Рупольдинг | Антхольц | Антхольц | Антхольц | ЧМ Ленцерхайде | ЧМ Ленцерхайде | ЧМ Ленцерхайде | ЧМ Ленцерхайде | ЧМ Ленцерхайде | ЧМ Ленцерхайде | ЧМ Ленцерхайде | Нове-Место | Нове-Место | Нове-Место | Поклюка | Поклюка | Поклюка | Поклюка | Осло | Осло | Осло |
| Очков           | Место           | Осм         | См          | Эст         | КорИнд      | Спр         | МС          | Спр        | Пр         | Эст        | Спр  | Пр   | МС   | Спр     | Пр      | Осм     | См      | Инд        | Эст        | МС         | Спр      | Эст      | Пр       | См             | Спр            | Пр             | Инд            | Осм            | Эст            | МС             | Спр        | Пр         | Эст        | КорИнд  | МС      | См      | Осм     | Спр  | Пр   | МС   |
| 230             | 31              | —           | 6           | 7           | 4           | 14          | 27          | 33         | 45         | 12         | 16   | 25   | 19   | 17      | 20      | —       | 9       | 55         | 6          | 25         | 61       | 8        | —        | —              | 36             | 19             | 17             | —              | 8              | 27             | 38         | 39         | 3          | 34      | —       | 9       | —       | 54   | DNS  | —    |

| 2023/2024 Итоги | 2023/2024 Итоги | Эстерсунд | Эстерсунд | Эстерсунд | Эстерсунд | Эстерсунд | Эстерсунд | Хохфильцен | Хохфильцен | Хохфильцен | Ленцерхайде | Ленцерхайде | Ленцерхайде | Оберхоф | Оберхоф | Оберхоф | Рупольдинг | Рупольдинг | Рупольдинг | Антхольц | Антхольц | Антхольц | Антхольц | ЧМ Нове-Место | ЧМ Нове-Место | ЧМ Нове-Место | ЧМ Нове-Место | ЧМ Нове-Место | ЧМ Нове-Место | ЧМ Нове-Место | Осло | Осло | Осло | Осло | Солджер Холлоу | Солджер Холлоу | Солджер Холлоу | Канмор | Канмор | Канмор |
| Очков           | Место           | Осм       | См        | Инд       | Эст       | Спр       | Пр        | Спр        | Пр         | Эст        | Спр         | Пр          | МС          | Спр     | Пр      | Эст     | Эст        | Спр        | Пр         | КорИнд   | Осм      | См       | МС       | См            | Спр           | Пр            | Инд           | Осм           | Эст           | МС            | Инд  | МС   | Осм  | См   | Эст            | Спр            | Пр             | Спр    | Пр     | МС     |
| 12              | 76              | —         | —         | —         | —         | —         | —         | —          | —          | —          | —           | —           | —           | 31      | 39      | 13      | 18         | 53         | 52         | —        | —        | —        | —        | —             | —             | —             | —             | —             | —             | —             | —    | —    | —    | —    | 9              | 48             | DNS            | 64     | —      | —      |

| 2022/2023 Итоги | 2022/2023 Итоги | Контиолахти | Контиолахти | Контиолахти | Контиолахти | Хохфильцен | Хохфильцен | Хохфильцен | Анси | Анси | Анси | Поклюка | Поклюка | Поклюка | Поклюка | Рупольдинг | Рупольдинг | Рупольдинг | Антхольц | Антхольц | Антхольц | ЧМ Оберхоф | ЧМ Оберхоф | ЧМ Оберхоф | ЧМ Оберхоф | ЧМ Оберхоф | ЧМ Оберхоф | ЧМ Оберхоф | Нове-Место | Нове-Место | Нове-Место | Нове-Место | Эстерсунд | Эстерсунд | Эстерсунд | Осло | Осло | Осло |
| Очков           | Место           | Инд         | Эст         | Спр         | Пр          | Спр        | Эст        | Пр         | Спр  | Пр   | МС   | Спр     | Пр      | Осм     | См      | Инд        | Эст        | МС         | Спр      | Пр       | Эст      | См         | Спр        | Пр         | Инд        | Осм        | Эст        | МС         | Спр        | Пр         | См         | Осм        | Инд       | Эст       | МС        | Спр  | Пр   | МС   |
| 0               | —               | —           | —           | —           | —           | 89         | —          | —          | 78   | —    | —    | —       | —       | —       | —       | —          | —          | —          | —        | —        | —        | —          | —          | —          | —          | —          | —          | —          | —          | —          | —          | —          | —         | —         | —         | —    | —    | —    |

### Чемпионаты Европы
| Год  | Место проведения | Спринт | Гонка преследования | Индивидуальная гонка | Эстафета | Смешанная эстафета | Сингл-микст    |
| ---- | ---------------- | ------ | ------------------- | -------------------- | -------- | ------------------ | -------------- |
| 2024 | Осрблье          | 12     | DNS                 | 16                   | не пров. | 9                  | —              |
| 2025 | Валь-Мартелло    | —      | —                   | —                    | 8        | не проводилась     | не проводилась |

### Юниорские достижения
Юношеские Олимпийские игры
| Год  | Место проведения | Спринт | Индивидуальная гонка | Смешанная эстафета | Сингл-микст |
| ---- | ---------------- | ------ | -------------------- | ------------------ | ----------- |
| 2020 | Лозанна          | 5      | 48                   | 8                  | —           |

Чемпионаты мира среди юниоров
| Год  | Место проведения | Категория | Спринт | Гонка преследования | Индивидуальная гонка | Масс-старт    | Эстафета | Смешанная эстафета |
| ---- | ---------------- | --------- | ------ | ------------------- | -------------------- | ------------- | -------- | ------------------ |
| 2020 | Ленцерхайде      | U19       | 23     | 17                  | 24                   | не проводился | 7        | не проводилась     |
| 2021 | Обертиллиах      | U19       | 20     | 25                  | 20                   | не проводился | 10       | не проводилась     |
| 2023 | Щучинск          | U22       | 21     | 17                  | 50                   | не проводился | 11       | 9                  |
| 2024 | Отепя            | U22       | 10     | не проводилась      | 19                   | 4             | 2        | 8                  |

Чемпионаты Европы среди юниоров
| Год  | Место проведения | Спринт | Гонка преследования | Индивидуальная гонка | Масс-старт    | Смешанная эстафета | Сингл-микст |
| ---- | ---------------- | ------ | ------------------- | -------------------- | ------------- | ------------------ | ----------- |
| 2022 | Поклюка          | 36     | 18                  | 9                    | не проводился | —                  | 11          |
| 2023 | Мадона           | 19     | 11                  | 8                    | не проводился | 3                  | —           |
| 2024 | Якушице          | 13     | не проводилась      | 4                    | 2             | —                  | —           |

Европейский юношеский олимпийский фестиваль
| Год  | Место проведения | Спринт | Индивидуальная гонка |
| ---- | ---------------- | ------ | -------------------- |
| 2022 | Вуокатти         | 42     | 43                   |

Чемпионаты мира по летнему биатлону среди юниоров
| Год  | Место проведения | Суперспринт | Спринт | Гонка преследования |
| ---- | ---------------- | ----------- | ------ | ------------------- |
| 2021 | Нове-Место       | 25          | 30     | DNS                 |
| 2022 | Рупольдинг       | 7           | 8      | 3                   |
| 2023 | Осрблье          | 5           | 3      | 2                   |
| 2024 | Отепя            | 6           | 1      | 1                   |